# ボンとらや

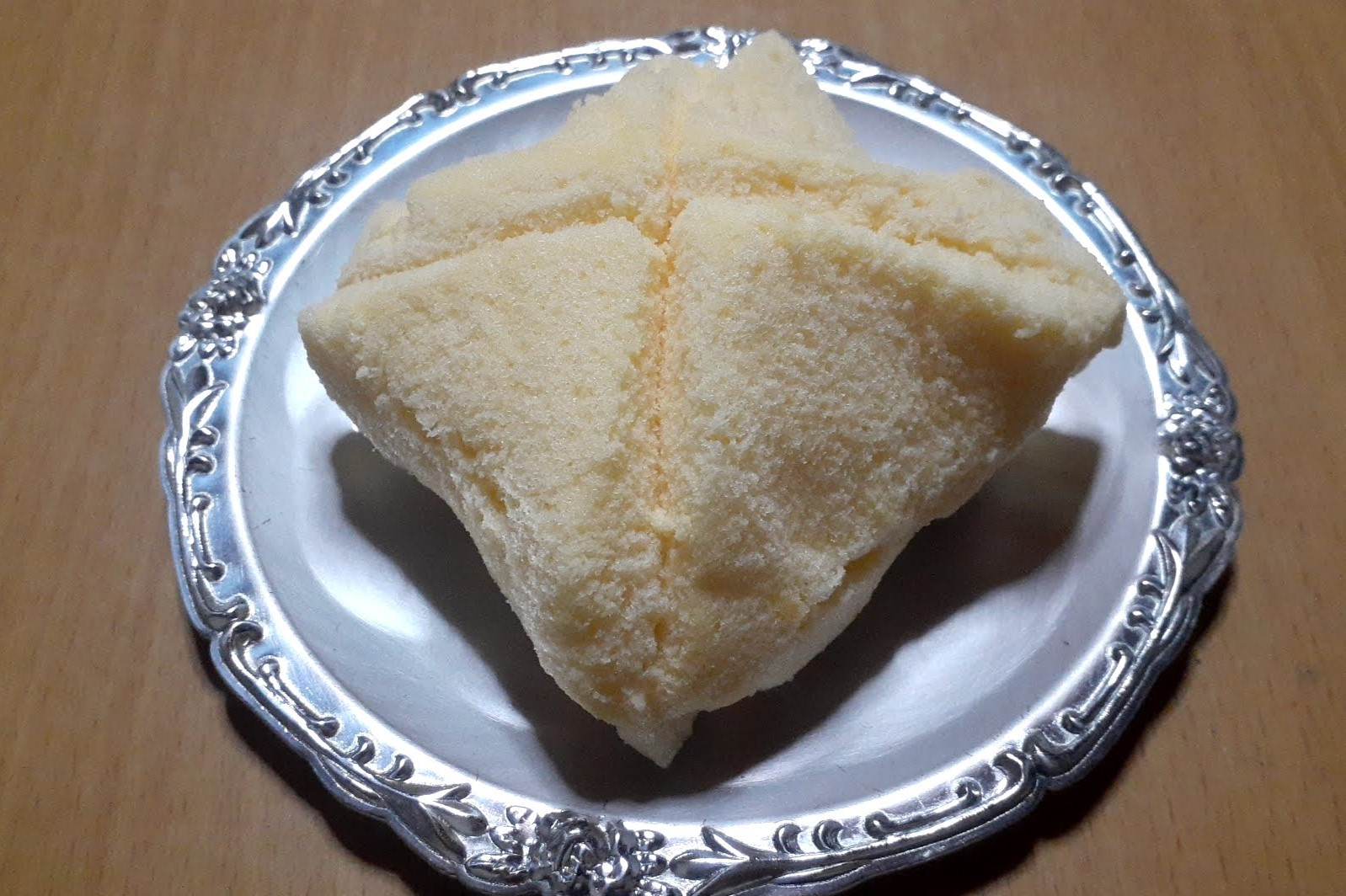
ピレーネ

ボンとらや（bon Toraya）は、愛知県豊橋市羽田町66に本店がある和菓子店・洋菓子店。

## 歴史
1948年（昭和23年）に初代・佐藤寅蔵がリヤカーにて野菜と菓子の販売を開始し、よく売れた為1950年（昭和25年）に和菓子店とらやを開店した。一宮市の洋菓子店ボンボヌールで修行した2代目が戻ると洋菓子の販売も開始、ボンボヌールに由来する「ボン」を付してボンとらやに変更した。
2000年（平成12年）に3代目・佐藤昌也が就任。2018年（平成30年）2月11日には豊橋駅構内にmikawa bonToraを開店。有楽製菓の「ブラックサンダー」とコラボレーションした商品「ブラックサンダーピレーネ」を発売し、定番商品のどらやきの名称を「初代寅蔵どらやき」に変更した。
2019年（平成31年）のモンドセレクションにて、「初代寅蔵どらやき」「あんぱんまんじゅう」の2商品が金賞を受賞した。

## 特色
「ピレーネ」を看板商品とする和洋菓子店。
「ピレーネ」は2代目がボンボヌールで教わった「ファンシー」の製法を基にアレンジされた商品で、1日に3000個を売り上げる人気商品となっている。味は定番の「バニラ」「チョコ」「ダブル」（生クリーム＋カスタードクリーム）のほかに季節限定の味も販売されている。

## 主な商品
- ピレーネ
- 寅吉まんじゅう
- 初代寅蔵どらやき
- あんぱんまんじゅう

## 店舗
- 本店（愛知県豊橋市）
- きたやま店（愛知県豊橋市）
- 東田店（愛知県豊橋市）
- 豊川本店（愛知県豊川市）
- 二川本店（愛知県豊橋市）
- 豊川千歳通店（愛知県豊川市）
- カルミア店（愛知県豊橋市）
- mikawa bontora（愛和県豊橋市）
- グラッチェタウン二川店（愛知県豊橋市）
- ショッピングタウンパオ店（愛知県田原市）
- エクボ店（愛知県豊橋市）
- 浜名湖西店（静岡県湖西市）

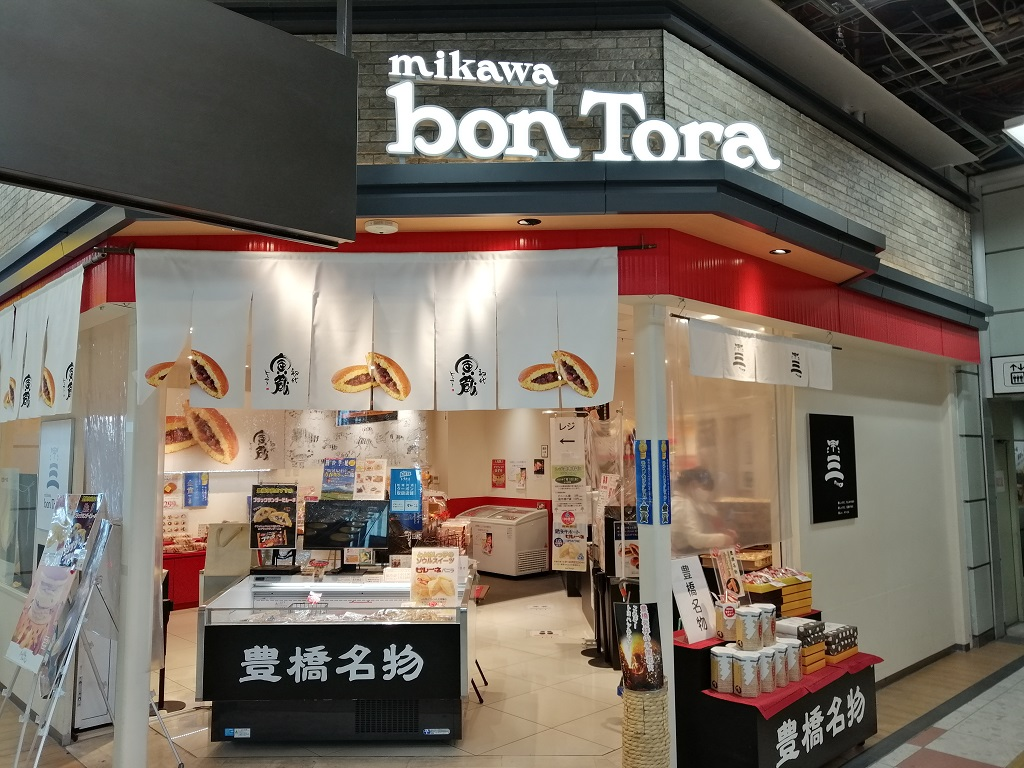
mikawa bontora